# Zofia Mrozowska

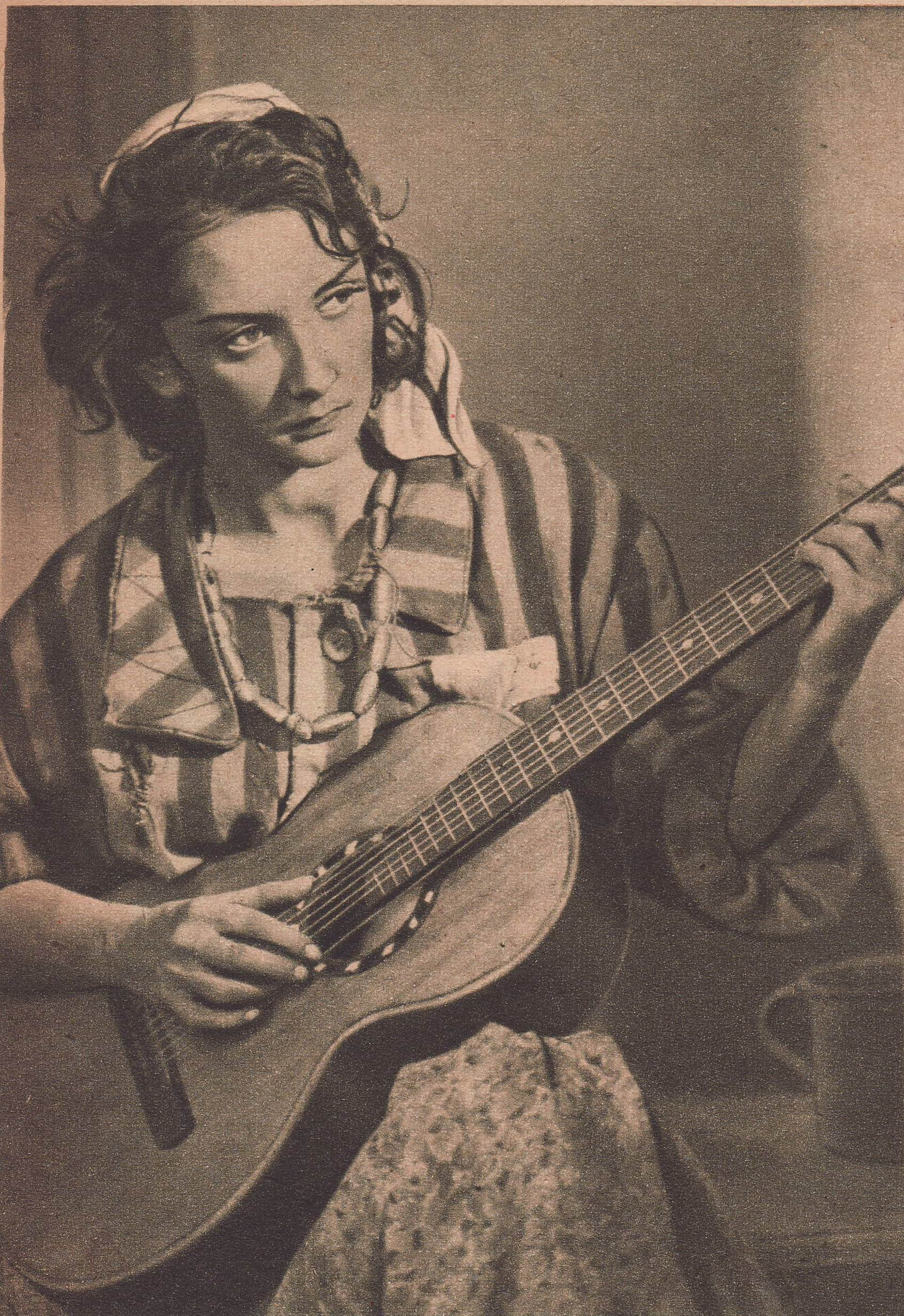
Zofia Mrozowska im Jahr 1947

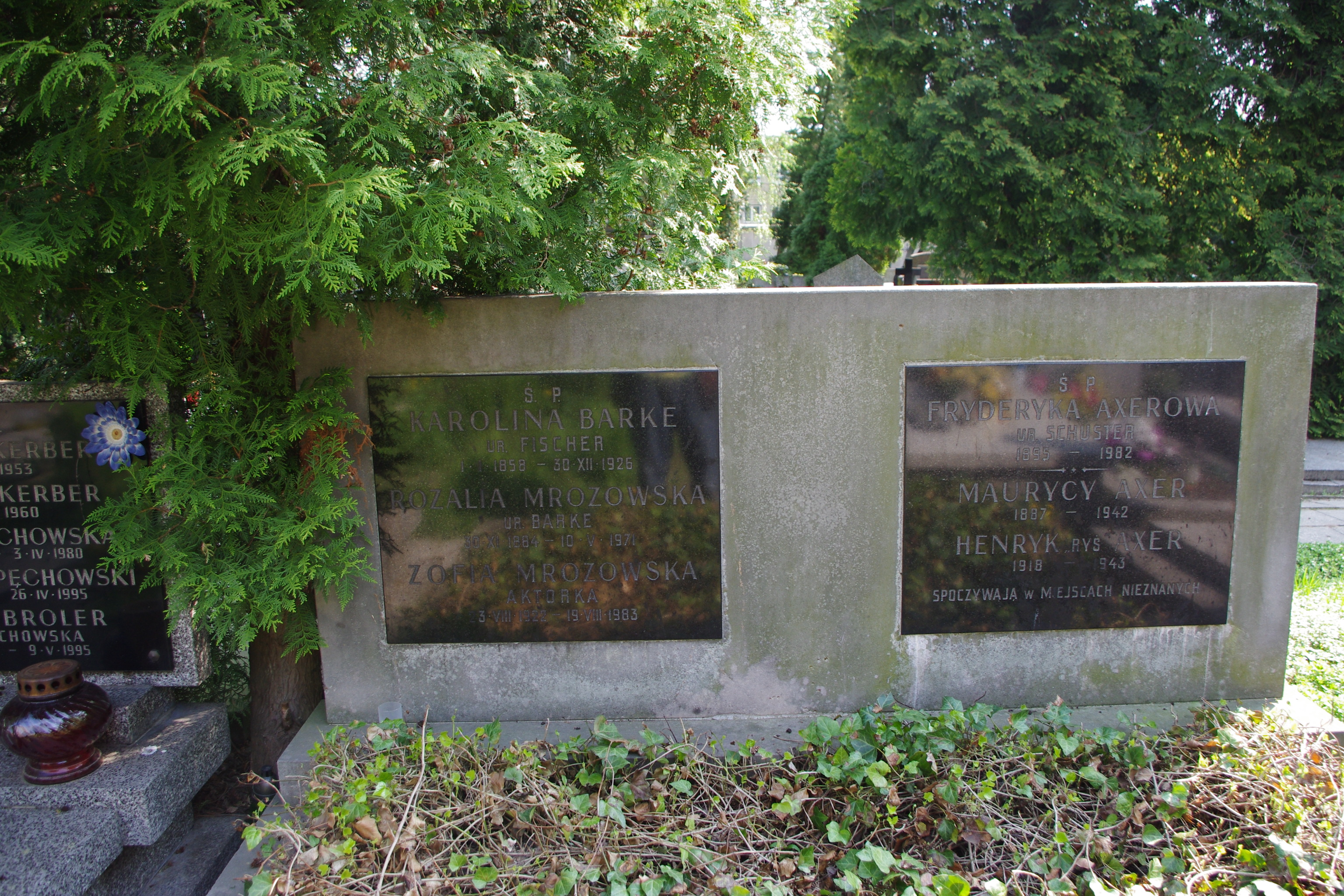
Die Grabstätte der Schauspielerin auf dem Reformierten Evangelischen Friedhof in Warschau

Zofia Mrozowska (* 23. August 1922 in Warschau, Polen; † 19. August 1983 ebenda) war eine polnische Schauspielerin.

## Leben
Zofia Mrozowska wurde 1922 in Warschau geboren. Sie absolvierte ihre Schauspielausbildung bis 1944 am Staatlichen Institut für Theaterkunst (PIST), einem Institut, das in der Zeit des Zweiten Weltkriegs konspirativ tätig war. Die Schauspielprüfung legte sie 1945 extern ab. Im gleichen Jahr gab sie ihr Theaterdebüt und spielte in der Spielzeit 1945/1946 am Polnischen Armeetheater in Łódź, wo sie von 1946 bis 1949 am Kammertheater tätig war. Im September 1949 wurde das Ensemble von Łódź in die Hauptstadt Warschau gezogen, was der Beginn einer dreißigjährigen Zusammenarbeit am Zeitgenössischen Theater (Teatr Współczesny) darstellte. Sie war ab 1965 auch als Dozentin an der Staatlichen Theaterschule PWST tätig, 1969 bis 1971 hatte sie an der Fakultät für Schauspiel die Funktion der Dekanin inne. Wichtige Theaterrollen in der Karriere Mrozowskas waren Iphigenie in Goethes Iphigenie auf Tauris und Maria Stuart im gleichnamigen Drama von Schiller.
Zofia Mrozowska spielte in ungefähr 30 Produktionen für Film und Fernsehen mit, so in Zakazane piosenki , dem ersten Film in Polen nach Ende des Zweiten Weltkriegs, und Trotz alledem!, in dem sie Rosa Luxemburg spielte. Trotz ihres schauspielerischen Talents spielte sie nicht in mehr Filmen, da in der Nachkriegszeit in polnischen Filem andere Frauenfiguren in den Hauptrollen gefragt waren.
Die Schauspielerin war kurzzeitig mit dem Schauspieler und Regisseur Stanisław Bugajski (1922–1970) verheiratet. Aus einer Beziehung mit dem Regisseur und Intendanten des Zeitgenössischen Theaters Erwin Axer (1917–2012), der zu diesem Zeitpunkt weiterhin mit seiner Frau Bronislawa Kreczmar verheiratet blieb,  hatte sie einen Sohn namens Andrzej. Zofia Mrozowska starb im Jahr 1983 an den Folgen eines Hirntumors. Sie wurde auf dem Reformierten Evangelischen Friedhof in Warschau beigesetzt.

## Filmografie
- 1947: Zakazane piosenki
- 1948: Die letzte Etappe (Ostatni etap)
- 1950: Miasto nieujarzmione (Robinson warszawski)
- 1954: Uczta Baltazara
- 1955: Godziny nadziei
- 1960: Begegnung im Zwielicht (Spotkania w mroku)
- 1963: Wochenende (Weekendy)
- 1964: Das Gesetz und die Faust (Prawo i pięść)
- 1969: Wniebowstąpienie
- 1969: Die Venus von Ille (Wenus z Ille)
- 1970: Loökis (Lokis. Rękopis profesora Wittembacha)
- 1972: Trotz alledem!
- 1973: Beschreibung der Bräuche (Opis obyczajów)
- 1973: Chłopcy
- 1974: Twischenbilanz (Bilans kwartalny)
- 1976: Klara i Angelika
- 1976: Polskie drogi (Fernsehserie, 2 Folgen)
- 1977: Granica
- 1977: Zimmer mit Blick aufs Meer (Pokój z widokiem na morze)
- 1978–1981: Lalka (Fernsehserie, 4 Folgen)
- 1978: Zaległy urlop
- 1980: Ein Mann bleibt sich treu (Constans)
- 1980: Głosy
- 1980: Kontrakt
- 1981: Fantazja dur-moll
- 1982: Wigilia ’81
- 1983: Bajki na dobranoc